# Koszykarska Liga ZSRR
Koszykarska Liga ZSRR (oficjalna nazwa: Чемпионат СССР по баскетболу среди мужчин) – koszykarska liga Związku Socjalistycznych Republik Radzieckich, funkcjonująca w latach 1923–1992.
W lidze występowały zespoły z socjalistycznych republik radzieckich Rosji, Gruzji, Litwy, Łotwy, Ukrainy i Estonii.
Ostatni sezon (1991/92) istnienia ligi już po rozpadzie ZSRR został rozegrany w ramach Narodowej Ligi Wspólnoty Niepodległych Państw.

## Mistrzowie ZSRR
- 1923–24  Moskwa
- 1924–27 nie rozgrywano
- 1927–28  Moskwa
- 1928–33 nie rozgrywano
- 1933–34  Leningrad
- 1934–35  Moskwa
- 1935–36  Leningrad
- 1936–37  Dinamo Moskwa
- 1937–38  Petrel Leningrad
- 1938–39  Lokomotiw Moskwa
- 1939–40  Petrel Leningrad
- 1940–43 nie rozgrywano
- 1943–44  Armia Tbilisi
- 1944–45  CSKA Moskwa
- 1945–46  Armia Tbilisi
- 1946–47  Žalgiris
- 1947–48  Dinamo Moskwa
- 1948–49  Tartu Ülikool
- 1949–50  Dinamo Tbilisi
- 1950–51  Žalgiris
- 1951–52  WWS Moskwa
- 1952–53  Dinamo Tbilisi
- 1953–54  Dinamo Tbilisi
- 1954–55  ASK Ryga
- 1955–56  Reprezentacja SRR Łotwy
- 1956–57  ASK Ryga
- 1957–58  ASK Ryga
- 1958–59  Moskwa
- 1959–60  CSKA Moskwa
- 1960–61  CSKA Moskwa
- 1961–62  CSKA Moskwa
- 1962–63  Reprezentacja SFSR Rosji
- 1963–64  CSKA Moskwa
- 1964–65  CSKA Moskwa
- 1965–66  CSKA Moskwa
- 1966–67  Reprezentacja SRR Ukrainy
- 1967–68  Dinamo Tbilisi
- 1968–69  CSKA Moskwa
- 1969–70  CSKA Moskwa
- 1970–71  CSKA Moskwa
- 1971–72  CSKA Moskwa
- 1972–73  CSKA Moskwa
- 1973–74  CSKA Moskwa
- 1974–75  Spartak Leningrad
- 1975–76  CSKA Moskwa
- 1976–77  CSKA Moskwa
- 1977–78  CSKA Moskwa
- 1978–79  CSKA Moskwa
- 1979–80  CSKA Moskwa
- 1980–81  CSKA Moskwa
- 1981–82  CSKA Moskwa
- 1982–83  CSKA Moskwa
- 1983–84  CSKA Moskwa
- 1984–85  Žalgiris
- 1985–86  Žalgiris
- 1986–87  Žalgiris
- 1987–88  CSKA Moskwa
- 1988–89  Stroitiel Kijów
- 1989–90  CSKA Moskwa
- 1990–91  Tallinn Kalev
- 1991–92  Spartak Petersburg

- – zdobywca Pucharu Europy Mistrzów Krajowych
- – zdobywca Pucharu Saporty
- – zdobywca Pucharu ZSRR
- SRR – Socjalistyczna Republika Radziecka
- SFSR – Sowiecka Federacyjna Republika Radziecka

## Medaliści mistrzostw ZSRR
W latach 1923, 1924, 1928, 1934, 1935, 1936, 1956, 1959, 1963 i 1967 rozegrano mistrzostwa z udziałem reprezentacji republik oraz miast ZSRR.
| Mistrzostwa miast ZSRR (1923-1936)                |                                                                               |                                                                               |                                                                               |                                                                               |                                                                               |
| 1923                                              | Mecz o mistrzostwo między zespołami Moskwy i Piotrogrodu nie został rozegrany | Mecz o mistrzostwo między zespołami Moskwy i Piotrogrodu nie został rozegrany | Mecz o mistrzostwo między zespołami Moskwy i Piotrogrodu nie został rozegrany | Mecz o mistrzostwo między zespołami Moskwy i Piotrogrodu nie został rozegrany | Mecz o mistrzostwo między zespołami Moskwy i Piotrogrodu nie został rozegrany |
| 1924                                              | Moskwa                                                                        | Ural                                                                          |                                                                               |                                                                               |                                                                               |
| 1928                                              | Moskwa                                                                        | Ukraina                                                                       |                                                                               |                                                                               |                                                                               |
| 1934                                              | Leningrad                                                                     | Moskwa                                                                        | Odessa                                                                        |                                                                               |                                                                               |
| 1935                                              | Moskwa                                                                        | Leningrad                                                                     | Tbilisi                                                                       |                                                                               |                                                                               |
| 1936                                              | Leningrad                                                                     | Moskwa                                                                        | Odessa                                                                        |                                                                               |                                                                               |
| Mistrzostwa ZSRR (1936-1991)                      |                                                                               |                                                                               |                                                                               |                                                                               |                                                                               |
| 1937                                              | Dinamo Moskwa                                                                 | Krasnaja Zarja Leningrad                                                      | Lokomotiw Moskwa                                                              |                                                                               |                                                                               |
| 1938                                              | Burevestnik Leningrad                                                         | Lokomotiw Moskwa                                                              | GOLIFK Leningrad                                                              |                                                                               |                                                                               |
| 1939                                              | Lokomotiw Moskwa                                                              | GOLIFK Leningrad                                                              | Lokomotiw Tbilisi                                                             |                                                                               |                                                                               |
| 1940                                              | Burevestnik Leningrad                                                         | Lokomotiw Tbilisi                                                             | Lokomotiw Moskwa                                                              |                                                                               |                                                                               |
| 1944                                              | DKA Tbilisi                                                                   | Dinamo Moskwa                                                                 | Lokomotiw Moskwa                                                              |                                                                               |                                                                               |
| 1945                                              | CSKA Moskwa                                                                   | DKA Tbilisi                                                                   | Kalev Tallinn                                                                 |                                                                               |                                                                               |
| 1946                                              | Dom Oficerów Tbilisi                                                          | CSKA Moskwa                                                                   | Dinamo Moskwa                                                                 |                                                                               |                                                                               |
| 1947                                              | Žalgiris                                                                      | Dinamo Tbilisi                                                                | CSKA Moskwa                                                                   |                                                                               |                                                                               |
| 1948                                              | Dinamo Moskwa                                                                 | Stroitel Moskwa                                                               | Dinamo Tbilisi                                                                |                                                                               |                                                                               |
| 1949                                              | USK Tartu                                                                     | Žalgiris                                                                      | WWS MWO Moskwa                                                                |                                                                               |                                                                               |
| 1950                                              | Dinamo Tbilisi                                                                | USK Tartu                                                                     | WWS MWO Moskwa                                                                |                                                                               |                                                                               |
| 1951                                              | Žalgiris                                                                      | WWS MWO Moskwa                                                                | USK Tartu                                                                     |                                                                               |                                                                               |
| 1952                                              | WWS MWO Moskwa                                                                | Žalgiris                                                                      | Dinamo Tbilisi                                                                |                                                                               |                                                                               |
| 1953                                              | Dinamo Tbilisi                                                                | CSKA Moskwa                                                                   | Žalgiris                                                                      |                                                                               |                                                                               |
| 1954                                              | Dinamo Tbilisi                                                                | CSKA Moskwa                                                                   | Žalgiris                                                                      |                                                                               |                                                                               |
| 1955                                              | ODO Ryga                                                                      | CSKA Moskwa                                                                   | Žalgiris                                                                      |                                                                               |                                                                               |
| 1956                                              | Reprezentacja SRR Łotwy                                                       | Moskwa                                                                        | Reprezentacja SRR Litwy                                                       |                                                                               |                                                                               |
| 1957                                              | OSK Ryga                                                                      | WWS MWO Moskwa                                                                | Dinamo Moskwa                                                                 |                                                                               |                                                                               |
| 1958                                              | SKWO Ryga                                                                     | WWS MWO Moskwa                                                                | Dinamo Moskwa                                                                 |                                                                               |                                                                               |
| 1959                                              | Moskwa                                                                        | Reprezentacja SRR Gruzji                                                      | Reprezentacja SRR Łotwy                                                       |                                                                               |                                                                               |
| 1960                                              | CSKA Moskwa                                                                   | Dinamo Tbilisi                                                                | VEF Ryga                                                                      |                                                                               |                                                                               |
| 1961                                              | CSKA Moskwa                                                                   | Dinamo Tbilisi                                                                | SKA Ryga                                                                      |                                                                               |                                                                               |
| 1962                                              | CSKA Moskwa                                                                   | SKA Ryga                                                                      | Stroitiel Kijów                                                               |                                                                               |                                                                               |
| 1963                                              | Reprezentacja SFSR Rosji                                                      | Reprezentacja SRR Ukrainy                                                     | Reprezentacja SRR Łotwy                                                       |                                                                               |                                                                               |
| 1964                                              | CSKA Moskwa                                                                   | SKA Ryga                                                                      | Stroitiel Kijów                                                               |                                                                               |                                                                               |
| 1965                                              | CSKA Moskwa                                                                   | Stroitiel Kijów                                                               | Dinamo Tbilisi                                                                |                                                                               |                                                                               |
| 1966                                              | CSKA Moskwa                                                                   | Stroitiel Kijów                                                               | VEF Ryga                                                                      |                                                                               |                                                                               |
| 1967                                              | Reprezentacja SRR Ukrainy                                                     | Reprezentacja SRR Estonii                                                     | Moskwa                                                                        |                                                                               |                                                                               |
| 1968                                              | Dinamo Tbilisi                                                                | SKA Kijów                                                                     | CSKA Moskwa                                                                   |                                                                               |                                                                               |
| 1969                                              | CSKA Moskwa                                                                   | Dinamo Tbilisi                                                                | Spartak Leningrad                                                             |                                                                               |                                                                               |
| 1970                                              | CSKA Moskwa                                                                   | Spartak Leningrad                                                             | Stroitiel Kijów                                                               |                                                                               |                                                                               |
| 1971                                              | CSKA Moskwa                                                                   | Spartak Leningrad                                                             | Žalgiris                                                                      |                                                                               |                                                                               |
| 1972                                              | CSKA Moskwa                                                                   | Spartak Leningrad                                                             | SKA Kijów                                                                     |                                                                               |                                                                               |
| 1973                                              | CSKA Moskwa                                                                   | Spartak Leningrad                                                             | Žalgiris                                                                      |                                                                               |                                                                               |
| 1974                                              | CSKA Moskwa                                                                   | Spartak Leningrad                                                             | Stroitiel Kijów                                                               |                                                                               |                                                                               |
| 1975                                              | Spartak Leningrad                                                             | CSKA Moskwa                                                                   | Dinamo Moskwa                                                                 |                                                                               |                                                                               |
| 1976                                              | CSKA Moskwa                                                                   | Spartak Leningrad                                                             | Dinamo Moskwa                                                                 |                                                                               |                                                                               |
| 1977                                              | CSKA Moskwa                                                                   | Stroitiel Kijów                                                               | Dinamo Tbilisi                                                                |                                                                               |                                                                               |
| 1978                                              | CSKA Moskwa                                                                   | Spartak Leningrad                                                             | Žalgiris                                                                      |                                                                               |                                                                               |
| 1979                                              | CSKA Moskwa                                                                   | Stroitiel Kijów                                                               | Statyba Wilno                                                                 |                                                                               |                                                                               |
| 1980                                              | CSKA Moskwa                                                                   | Žalgiris                                                                      | Dinamo Moskwa                                                                 |                                                                               |                                                                               |
| 1981                                              | CSKA Moskwa                                                                   | Stroitiel Kijów                                                               | Spartak Leningrad                                                             |                                                                               |                                                                               |
| 1982                                              | CSKA Moskwa                                                                   | Stroitiel Kijów                                                               | Dinamo Moskwa                                                                 |                                                                               |                                                                               |
| 1983                                              | CSKA Moskwa                                                                   | Žalgiris                                                                      | Stroitiel Kijów                                                               |                                                                               |                                                                               |
| 1984                                              | CSKA Moskwa                                                                   | Žalgiris                                                                      | Stroitiel Kijów                                                               |                                                                               |                                                                               |
| 1985                                              | Žalgiris                                                                      | CSKA Moskwa                                                                   | Spartak Leningrad                                                             |                                                                               |                                                                               |
| 1986                                              | Žalgiris                                                                      | CSKA Moskwa                                                                   | Spartak Leningrad                                                             |                                                                               |                                                                               |
| 1987                                              | Žalgiris                                                                      | CSKA Moskwa                                                                   | Spartak Leningrad                                                             |                                                                               |                                                                               |
| 1988                                              | CSKA Moskwa                                                                   | Žalgiris                                                                      | Stroitiel Kijów                                                               |                                                                               |                                                                               |
| 1989                                              | Stroitiel Kijów                                                               | Žalgiris                                                                      | CSKA Moskwa                                                                   |                                                                               |                                                                               |
| 1990                                              | CSKA Moskwa                                                                   | Dinamo Moskwa                                                                 | Stroitiel Kijów                                                               |                                                                               |                                                                               |
| 1991                                              | Kalev Tallinn                                                                 | Spartak Leningrad                                                             | VEF Ryga                                                                      |                                                                               |                                                                               |
| Mistrzostwa Wspólnoty Niepodległych Państw (1992) |                                                                               |                                                                               |                                                                               |                                                                               |                                                                               |
| 1992                                              | Spartak Petersburg                                                            | Zjoeldoez Alma-Ata                                                            | Dinamo Moskwa                                                                 |                                                                               |                                                                               |

- SRR – Socjalistyczna Republika Radziecka
- SFRR – Sowiecka Federacyjna Republika Radziecka

## Tytuły według klubów
| Tytuły | Klub                                                                   | Mistrzowskie lata |
| 24     | CSKA Moskwa                                                            | 1944-45, 1959-60, 1960-61, 1961-62, 1963-64, 1964-65, 1965-66, 1968-69, 1969-70, 1970-71, 1971-72, 1972-73, 1973-74, 1975–76, 1976-77, 1977-78, |
| 24     | 1978-79, 1979-80, 1980-81, 1981-82, 1982-83, 1983-84, 1987-88, 1989-90 | |
| 5      | Žalgiris                                                               | 1946-47, 1950-51, 1984-85, 1985-86, 1986-87 |
| 4      | Moskwa                                                                 | 1923-24, 1927-28, 1934-35, 1958-59 |
| 4      | Dinamo Tbilisi                                                         | 1949-50, 1952-53, 1953-54, 1967-68 |
| 3      | ASK Ryga                                                               | 1954-55, 1956-57, 1957-58 |
| 2      | Leningrad                                                              | 1933-34, 1935-36 |
| 2      | Petrel Leningrad                                                       | 1937-38, 1939-40 |
| 2      | Armia Tbilisi                                                          | 1943-44, 1944–1946 |
| 2      | Dinamo Moskwa                                                          | 1936-37, 1947-48 |
| 2      | Spartak Leningrad                                                      | 1974-75, 1991-92 |
| 1      | Lokomotiw Moskwa                                                       | 1938-39 |
| 1      | Tartu Ülikool                                                          | 1948-49 |
| 1      | WWS Moskwa                                                             | 1951-52 |
| 1      | Reprezentacja SRR Łotwy                                                | 1955-56 |
| 1      | Reprezentacja SFSR Rosji                                               | 1962-63 |
| 1      | Reprezentacja SRR Ukrainy                                              | 1966-67 |
| 1      | Stroitiel Kijów                                                        | 1988-89 |
| 1      | Tallinn Kalev                                                          | 1990-91 |

## Radzieckie zespoły w rozgrywkach europejskich

### Puchar Europy Mistrzów Krajowych
| Klub           | Mistrz                             | Wicemistrz                | Półfinalista     | Ćwierćfinalista                                 |
| -------------- | ---------------------------------- | ------------------------- | ---------------- | ----------------------------------------------- |
| CSKA Moskwa    | 1960-61, 1962-63, 1968-69, 1970-71 | 1964-65, 1969-70, 1972-73 | 1961-62, 1965-66 | 1976-77*, 1980-81*, 1982-83*, 1984-85*, 1988-89 |
| ASK Ryga       | 1958, 1958-59, 1959-60             | 1960-61                   |                  |                                                 |
| Dinamo Tbilisi | 1961-62                            | 1959-60                   | 1962-63          |                                                 |
| Žalgiris       |                                    | 1985-86                   |                  | 1986-87                                         |

*  Top 6

### Puchar Saporty
| Klub              | Mistrz           | Wicemistrz | Półfinalista     | Ćwierćfinalista |
| ----------------- | ---------------- | ---------- | ---------------- | --------------- |
| Spartak Leningrad | 1972-73, 1974-75 | 1970-71    |                  | 1976-77         |
| Žalgiris          |                  | 1984-85    | 1988-89, 1989-90 | 1980-81         |
| Dinamo Tbilisi    |                  | 1968-69    | 1969-70          |                 |
| CSKA Moskwa       |                  |            | 1985-86, 1986-87 |                 |
| Stroitiel         |                  |            | 1981-82          |                 |
| Dinamo Moskwa     |                  |            | 1990-91          |                 |

### Puchar Koracia
| Klub          | Mistrz | Wicemistrz | Półfinalista     | Ćwierćfinalista |
| ------------- | ------ | ---------- | ---------------- | --------------- |
| Dinamo Moskwa |        |            | 1980-81, 1982-83 |                 |
| CSKA Moskwa   |        |            | 1989-90          |                 |

## Składy mistrzów ZSRR
1923–24: Moskwa: Belyaev, A. Kovalev, S. Pashkov, V. Strepiheev, S. Chesnokov.
1927–28: Moskwa: S. Vorobyov, A. Gusev, M.Medvedev, N. Strokin, K. Travin.
1933–34: Leningrad: F. Hostilius, Krasovskii, S. Kuznetsov, M. Morozov, P. Osipov, Vn. Rodionov, G. Tishinskiy.
1934–35: Moskwa: E. Bokunyaev, V. Gorokhov, Zimin, A. Lobanov, M. Semichastny, J. Titov, K. Travin, A. Tolkachev.
1935–36: Leningrad: F. Hostilius, A. Elenskiy, Kuznetsov, V. Kurkov, M. Sverckov, G. Tishinskiy.
1936–37: Dinamo Moskwa: V. Gorokhov, A. Grigoriev, V. Dmitriev, Alexander Zaitsev, A. Zinin, Rumyantsev, S. Spandaryan.
1937–38: Petrel Leningrad: B. Abramov, V. Zhebokritsky, B. Kondrashov, A. Selivanov, Stepanov.
1938–39: Lokomotiw Moskwa: En. Alekseev, Belyaev, A. Lobanov, V. Kiselev, Romishevsky, Y. Titov, K. Travin.
1939–40: Petrel Leningrad: B. Abramov, V. Zhebokritsky, Zlobin, V. Kondrashov, V. Razzhivin, Rogov, A. Selivanov, Stepanov.
1943–44: Armia Tbilisi: N. Dzhordzhkiya, L. Dzekonsky, Ermakov, G. Zahlyan, B. Oganezov, B. Sarkisov, M. Filippov.
1944–45: CSKA Moskwa: Ev. Alekseev, En. Alekseev, Bajkov, Grebenshchikov, V. Kudryashov, S. Kuznetsov, B. Mershin.
1945–46: Armia Tbilisi: G. Akhvlediani, Vachadze A., G. Gupalov, L. Dzekonsky, N. Djordjikia, S. Oganezov, B. Sarkisov, O. Sulaberidze, M. Filippov.
1946–47: Žalgiris: S. Butautas, A. Vilimas, V. Dzenis, I. Kilšauskas, J. Lagunavičius, V. Majorovas, K. Petkevičius, V. Sercevičius, V. Kulakauskas.
1947–48: Dinamo Moskwa: G. Bajkov, V. Vlasov, V. Kolpakov, A. Konev, Kogan, Y. Ozerov, Al. Saychuk, P. Sergeev, B. Fedotov, Yuri Ushakov.
1948–49: Tartu Ülikool: W. Kiivet, H. Kreevald, I. Kull, V. Laats, I. Lysov, Rekker G., H. Rusak, E. Ehavveer, Õun Yu, H. Kruus.
1949–50: Dinamo Tbilisi: D. Godziashvili, N. Djordjikia, V. Zhgenti, S. Tortladze, Intskirveli L., S. Korkashvili, O. Korkia, A. Meshi, D. Nijaradze, G. Rukhadze.
1950–51: Žalgiris: I. Balakauskas, S. Butautas, J. Lagunavičius, A. Nemcevičius, K. Petkevičius, Z. Sabulis, V. Sercevičius, L. Tendzegolskis, V. Timleris.
1951–52: WWS Moskwa: Ev. Alekseev, En. Alekseev, V. Antonov, G. Gupalov, E. Kazakov, A. Konev, A. Moiseev, D. Osipov, G. Silins, S. Tarasov.
1952–53: Dinamo Tbilisi: Gk. Abashidze, Ga. Abashidze, V. Gvantseladze, N. Djordjikia, M. Eganov, V. Zhgenti, L. Inskirveli, A. Kiladze O. Korkia, G. Minashvili, D. Nijaradze.
1953–54: Dinamo Tbilisi: Gk. Abashidze, Ga. Abashidze, M. Asitashvili, N. Djordjikia, V. Zhgenti, L. Inskirveli, M. Kvachantiradze, A. Kiladze O. Korkia, Kutchava G., D. Nijaradze.
1954–55: ASK Ryga: M. Valdmanis, T. Gavars, A. Gulbis, T. Kalhert, J. Krumins, A. Leonchik, V. Muiznieks, G. Silins, V. Skalder, O. Hecht, L. Jankowski.
1955–56: Reprezentacja SRR Łotwy: M. Valdmanis, I. Veritis, J. Kalnins, T. Kalhert, R. Karnitis, J. Krumins, A. Leonchik, V. Muiznieks, G. Silins, O. Hecht, L. Jankowski.
1956–57; ASK Ryga: M. Valdmanis, I. Veritis, A. Gulbis, J. Davids, T. Kalhert, J. Krumins, A. Leonchik, V. Muiznieks, Ostrouhs J., G. Silins, O. Hecht.
1957–58: ASK Ryga: M. Valdmanis, I. Veritis, A. Gulbis, T. Kalhert, J. Krumins, A. Leonchik, V. Muiznieks, G. Muiznieks, G. Silins, O. Hecht.
1958–59: Moskwa: A. Alachachan, A. Astakhov, N. Balabanov, Bochkarev, G. Wolnow, W. Zubkow, Korneev Yu, Y. Ozerov, Semenov, M. Studenetsky, V. Torban.
1959–60: CSKA Moskwa: A. Alachachan, A. Astakhov, A. Bochkarev, Volkov, W. Zubkow, Karpov, V. Kopylov, Semenov, P. Sirotinsky, A. Travin, V. Kharitonov.
1960–61: CSKA Moskwa: A. Alachachan, A. Astakhov, Bochkarev, G. Wolnow, Volkov, W. Zubkow, Karpov, V. Kopylov, Semenov, P. Sirotinsky, A. Travin, B. Kharitonov.
1961–62: CSKA Moskwa: A. Alachachan, A. Astakhov, Bochkarev, G. Wolnow, Volkov, W. Zubkow, Karpov, V. Kovalchuk, Y. Korneev, J. Lipso, Semenov, S. Sirotinsky, A. Travin.
1962–63: Reprezentacja SFSR Rosji: A. Alachachan, A. Astakhov, Bochkarev, G. Wolnow, Volkov, W. Zubkow, Yu. Korneev, A. Kulkov, J. Lipso, Petrov, A. Travin, V. Hrynin, A. Shatalin.
1963–64: CSKA Moskwa: A. Alachachan, A. Astakhov, A. Borodin, A. Bochkarev, G. Wolnow, W. Zubkow, Yuri Korneev, A. Kulkov, J. Lipso, P. Sirotinsky, A. Travin.
1964–65: CSKA Moskwa: A. Alachachan, A. Astakhov, A. Borodin, A. Bochkarev, I. Bryansk, G. Wolnow, W. Zubkow, B. Kapranov, Y. Korneev, A. Kulkov, J. Lipso, A. Travin.
1965–66: CSKA Moskwa: A. Alachachan, A. Astakhov, A. Borodin, A. Bochkarev, I. Bryansk, G. Wolnow, W. Zubkow, B. Kapranov, A. Kovalev, Yuri Korneev, A. Kulkov, J. Lipso, V. Rodionov, A. Travin.
1966–67: Reprezentacja SRR Ukrainy: V. Bryantsev, A. Valtin, B. Gladun, Novikov, V. Okipnyak, B. Pinchuk, A. Poliwoda, L. Poplawski, W. Saluhin, N. Sushak, G. Chechurov.
1967–68: Dinamo Tbilisi: V. Altabaev, B. Bolqvadze, A. Kazandjian, Z. Karabak, M. Korkia, A. Lejava, Z. Leontiev, S. Magalashvili, R. Mamaladze, L. Moseshvili, V. Narimanidze, A. Shiereli, W. Ugrechelidze, T. Chikhladze.
1968–69: CSKA Moskwa: Andreev, A. Astakhov, S. Biełow, A. Blick, G. Wolnow, V. Kapranov, N. Kovyrkin, N. Kryuchkov, A. Kulkov, J. Lipso, P. Nesterov, B. Selikhov, A. Sidyakin.
1969–70: CSKA Moskwa: V. Andreev, S. Biełow, A. Blick, N. Gilgner, A. Żarmuchamiedow, V. Illyuk, V. Kapranov, N. Kovyrkin, N. Kryuchkov, A. Kulkov, V. Mercy, Ne. Selikhov, A. Sidyakin.
1970–71: CSKA Moskwa: Andreev, S. Biełow, N. Gilgner, I. Jedieszko, A. Żarmuchamiedow, V. Illyuk, V. Kapranov, Kovalenko, N. Kovyrkin, A. Kulkov, V. Mercy, C. Subbotin.
1971–72: CSKA Moskwa: V. Andreev, S. Biełow, I. Jedieszko, A. Żarmuchamiedow, V. Illyuk, V. Kapranov, Kovalenko, N. Kovyrkin, A. Kulkov, V. Miloserdov, V. Petrakov, C. Astrebov.
1972–73: CSKA Moskwa: Andreev, S. Biełow, N. Dyachenko, I. Jedieszko, A. Żarmuchamiedow, V. Illyuk, Kovalenko, N. Kovyrkin, A. Kulkov, V. Miloserdov, V. Petrakov, C. Astrebov.
1973–74. CSKA Moskwa: V. Akimov, S. Biełow, N. Dyachenko, I. Jedieszko, A. Żarmuchamiedow, V. Illyuk, Kovalenko, N. Kovyrkin, P. Lushenko, V. Miloserdov, V. Petrakov, C. Astrebov
1974–75: Spartak Leningrad: V. Arzamas, A. Biełow, A. Bolshakov, L. Ivanov, S. Kuznetsov, A. Makeev, Y. Pavlov, M. Silantyev, V. Fedovrov, Yu. Shtukin, V. Yakovlev.
1975–76: CSKA Moskwa: Mr. Avdeev, S. Biełow, N. Dyachenko, I. Jedieszko, S. Eremin, A. Żarmuchamiedow, Kovalenko, S. Kowalenko, N. Kovyrkin, V. Miloserdov, V. Petrakov, C. Astrebov.
1976–77: CSKA Moskwa: S. Biełow, A. Gusev, I. Jedieszko, S. Eremin, A. Żarmuchamiedow, Kovalenko, S. Kowalenko, A. Lopatov, A. Meleshkin, V. Miloserdov, A. Myszkin, B. Petrakov.
1977–78: CSKA Moskwa: V. Arzamas, S. Biełow, A. Gusev, S. Eremin, A. Żarmuchamiedow, Kovalenko, S. Kowalenko, A. Lopatov, A. Meleshkin, V. Miloserdov, A. Myszkin, B. Petrakov.
1978–79: CSKA Moskwa: S. Biełow, A. Gusev, I. Jedieszko, S. Eremin, A. Żarmuchamiedow, Kovalenko, S. Kowalenko, A. Lopatov, A. Meleshkin, V. Miloserdov, A. Myszkin, B. Petrakov.
1979–80: CSKA Moskwa: S. Biełow, A. Belostenny, S. Eremin, A. Żarmuchamiedow, Kovalenko, S. Kowalenko, A. Lopatov, V. Miloserdov, A. Myszkin, Pankrashin, V. Petrakov, S. Tarakanov.
1980–81: CSKA Moskwa: Gusev, S. Eremin, Kovalenko, S. Kowalenko, M. Kozhelyanko, V. Kuzmin, A. Lopatov, V. Miloserdov, A. Myszkin, Pankrashin, V. Petrakov, S. Tarakanov.
1981–82: CSKA Moskwa: Gusev, S. Eremin, A. Kovtun, M. Kozhelyanko, V. Kuzmin, R. Kurtinaitis, A. Lopatov, A. Meleshkin, V. Miloserdov, A. Myszkin, Pankrashin, S. Tarakanov.
1982–83: CSKA Moskwa: Gusev, S. Eremin, V. Kuzmin, A. Lopatov, A. Lyndin, A. Meleshkin, A. Myszkin, Pankrashin, Popov, D. Sukharev, S. Tarakanov, W. Tkaczenko.
1983–84: CSKA Moskwa: S. Bazariewicz, A. Gusev, S. Eremin, A. Ermolinsky, A. Lopatov, A. Myszkin, Pankrashin, Popov, D. Sukharev, S. Tarakanov, W. Tkaczenko, X. Enden.
1984–85: Žalgiris: M. Arlauskas, A. Brazys, A. Visockas, S. Jovaiša, G. Krapikas, R. Kurtinaitis, M. Lekarauskas, A. Sabonis, V. Chomičius, R. Čivilis, V. Jankauskas.
1985–86: Žalgiris: A. Brazys, A. Visockas, S. Jovaiša, G. Krapikas, R. Kurtinaitis, M. Lekarauskas, A. Sabonis, V. Chomičius, R. Čivilis, V. Jankauskas.
1986–87: Žalgiris: A. Brazys, A. Visockas, A. Venclovas, S. Jovaiša, G. Krapikas, R. Kurtinaitis, M. Lekarauskas, A. Sabonis, V. Chomičius, R. Čivilis, V. Jankauskas.
1987–88: CSKA Moskwa: V. Berezhnoj, O. Wołkow, V. Goborov, Gorin, A. Lopatov, I. Miglinieks, Minaev, Pankrashin, S. Popov, S. Tarakanov, W. Tkaczenko, X. Enden.
1988–89: Stroitel: A. Belostenny, O. Wołkow, E. Dolgov, A. Kovtun, Y. Kosenko, V. Levitsky, E. Murzin, S. Orehov, I. Pinchuk, A. Podkovyrov, Yu. Silvestrov, A. Shaptala, A. Shevchenko.
1989–90: CSKA Moskwa: V. Berezhnoj, Gorin, A. Gusev, A. Kornev, S. Kocherin, A. Lopatov, A. Meleshkin, Minaev, S. Popov, G. Rezcov, S. Tarakanov, W. Tkaczenko.
1990–91: Tallinn Kalev: S. Babenko, G. Jackson, A. Karavaev, G. Kullamäe, A. Kuusmaa, M. Metstak, A. Nagel, M. Noormets, R. Pehka, I. Saksakulm, T. Sokk, A. Toomiste.
1991–92 (Liga WNP): Spartak Leningrad: V. Gorin, V. Dolopchi, W. Karasiow, Kisurin, A. Maltsev, M. Mikhailov, V. Mishnev, S. Panov, J. Paszutin, A. Potapov, A. Fietisow, G. Schetinin.